# Untere Papiermühle (Georgensgmünd)
Untere Papiermühle ist eine Wüstung auf dem Gemeindegebiet von Georgensgmünd im Landkreis Roth (Mittelfranken, Bayern).

## Geografische Lage
Die ehemalige Einödmühle lag an der Fränkischen Rezat. Nordöstlich grenzte der gemeindliche Espan an. Das ursprüngliche Gebäude wurde mittlerweile abgerissen. Es befand sich etwas nördlich der heutigen Straßenkreuzung „Petersgmünder Straße“ und „Am Bruckespan“.

## Geschichte
Die Untere Papiermühle wurde an der Stelle der ehemaligen Eisenschmelz im Jahr 1733 von Georg Reinhold Naß, dem ehemaligen Besitzer der Oberen Papiermühle, erbaut. Sein Nachfolger Wilker führte als hochfürstlich-brandenburgischer Papierfabrikant drei Lilien als Wasserzeichen. 1861 wurde die Papierherstellung eingestellt und die Mühle als Glasschleife genutzt. 1900 wurde auch dieser Betrieb eingestellt.
Gegen Ende des 18. Jahrhunderts gehörte die Untere Papiermühle zur Realgemeinde Friedrichsgmünd. Es gab ein Anwesen. Das Hochgericht übte das brandenburg-ansbachische Oberamt Roth aus. Die Untere Papiermühle hatte das Verwalterämtlein Friedrichsgmünd des Kastenamts Roth als Grundherrn. Unter der preußischen Verwaltung (1792–1806) des Fürstentums Ansbach erhielt die Untere Papiermühle die Hausnummer 1 des Ortes Friedrichsgmünd.
Von 1797 bis 1808 unterstand der Ort dem Justiz- und Kammeramt Roth. Im Rahmen des Gemeindeedikts wurde Untere Papiermühle dem 1808 gebildeten Steuerdistrikt Georgensgmünd und der 1811 gegründeten Ruralgemeinde Georgensgmünd zugeordnet.